# Баријатријска хирургија
Баријатријска хирургија (хирургија мршављења) обухвата низ поступака који се могу спровести на људима ради умањења гојазности. Губитак тежине се постиже смањивањем величине желуца помоћу гастичног повеза или путем уклањања порције желуца (гастректомија рукава), или путем ресекције и преусмеравања танког црева (операција желудачног бајпаса).
Дугорочне студије показују да ове процедуре узрокују значајне дугорочне губитке тежине, опоравак од шећерне болести, побољшање у погледу кардиоваскуларних фактора ризика, и редукцију морталитета са 40% на 23%. Амерички Национални институт за здравље препоручује баријатријску хирургију за гојазне особе са индексом телесне масе (BMI) од бар 40, и за особе са BMI од бар 35 ако имају озбиљна коегзистирајућа медицинска стања као што је дијабетес. Међутим, појављују се истраживања која сугеришу да баријатријска хирургија може бити погодна за оне са BMI од 35 до 40 без коморбидитета, или са BMI од 30 до 35 са значајним коморбидитетима. Недавне смернице Америчког друштва за метаболичку и баријатријску хирургију сугеришу позициони став о консензусу за BMI као индикацији за баријатријску хирургију. Недавне смернице сугеришу да пацијент са BMI од више од 30 са коморбидитетом је кандидат за баријатријску хирургију.
Симпозијум Националног института за здравље одржан 2013. године који је сумирао доступну евиденцију извео је закљукак да се остварује редукција моралитета од 29%, десетогодишња стопа ремисије дијабетеса типа 2 од 36%, снижава број кардиоваскуларних догађаја, и снижава стопа компликација узрокованих дијабетесом судећи по резултатима једног шветског дугорочног истраживања у коме су праћене историје болести током 15-20 година. Тај симпозијум је исто тако утврдио сличне резултате на бази студије из Јуте у којој су кориштене модерне технике гастричног бајпаса, мада је период праћења у Јути био само 7 година. Рандомизована контролисана истраживања баријатријске хирургије постоје, али су она ограничена на краткотрајне периоде.